# Віддамся в хороші руки
«Віддамся в хороші руки» (рос. Отдамся в хорошие руки) — російський фільм режисера Наталки Новік, що вийшов на екрани в 2009 році.

## Сюжет
Мати рано кинула двох своїх синів і доньку Машу. Тепер вони змушені постійно придумувати нові способи роздобути грошей на життя. Маша виросла справжньою красунею, у яку закохані багато місцевих кримських хлопців, але її брати намагаються видати дівчину заміж за багатого іноземця. І це лише одна з проблем героїв, яким ніколи не буває нудно на березі Чорного моря. Вони завжди знайдуть у що встряти, чи то в пограбування, чи у сварки з сусідами...

## Ролі
| Актор               | Роль |
| ------------------- | ---- |
| Денис Нікіфоров     | -    |
| Катерина Кудринская | -    |
| Рената Литвинова    | -    |
| Марат Башаров       | -    |
| Віталій Хаєв        | -    |
| Олексій Горбунов    | -    |
| Наталія Коляканова  | -    |
| Євген Коряковський  | -    |
| Олександр Ликов     | -    |
| Євген Сахаров       | -    |

## Знімальна група
- Режисер — Наташа Новик
- Сценарист — Наташа Новик, Кім Белов
- Продюсер — Роман Романцов
- Композитор — Сергій Чекрижов